# Крижень лайсанський
Крижень лайсанський (Anas laysanensis) — вид водоплавних птахів родини качкових (Anatidae). Ендемік Гавайських островів.

## Поширення
Сучасний природний ареал виду включає лише острів Лайсан. Численні субфосильні рештки свідчать, що вид колись був поширений по всьому Гавайському архіпелазі. У XIX столітті качок ще спостерігали на невеликому острові Лисянського в архіпелазі Північно-Західних Гавайських островів, але до 1891 року вони також зникли звідти. Вид майже зник на початку 20 століття, але популяція зросла до 500 особин у 1987 році. У 2004—2005 роках вид було інтродуковано на атол Мідвей, де він успішно розмножився. У 2014 році також розселений на атол Куре, де також почав розмножуватися.

## Опис
Ця качка з темно-коричневим крапчастим оперенням, має темно-коричневу голову і має характерне біле кільце навколо очей. Область горла також біла. У самця дзьоб темно-зелений з чорними лініями, а у самиці помаранчевий з чорними вставками. У деяких самців на голові або шиї помітні слабкі переливи, а центральне пір'я хвоста дещо закручене. Крило має райдужне багряно-зелене дзеркало в обох статей. Ноги помаранчеві, зазвичай яскравіші у самця.

## Охоронний статус
Занепад чисельності лайсанського крижня почався 1000—1600 років тому, коли полінезійці заселили Гавайські острови, а з ними поширилися немісцеві хижі ссавці. Вже в 1860 році качки зникли з усього Гавайського архіпелагу, за винятком острова Лайсан (від якого походить назва качки), швидше за все, через хижацтво інтродукованих щурів. Як і багато ізольованих острівних видів, лайсанська качка еволюціонувала в середовищі, де не було хижих ссавців, і тому вона беззахисна перед немісцевими хижаками, такими як люди, щури, свині та коти. Наприклад, лайсанські качки інстинктивно приймають оборонну тактику, залишаючись нерухомими, а не відлітаючи чи втікаючи. Це дуже хороша стратегія проти хижих птахів, але абсолютно неефективна на землі проти інтродукованих ссавців. Незважаючи на те, що птах може літати, він не мігрує і тому не розсіюється між островами.
Острів Лайсан отримав федеральний захист у 1909 році після створення Національного заповідника дикої природи Гавайських островів. Однак спустошення рослинності острова інтродукованими кроликами поставило качку на межу вимирання в 1912 році, а загальна популяція виду складалася з 7 дорослих і 5 молодих особин.
Завдяки зусиллям біологів, яким вдалося викорінити диких кроликів з острова в 1923 році, качки почали відновлюватися, досягнувши популяції близько 500 особин. У 1950-х роках Конгрес Сполучених Штатів ухвалив закон про збереження видів у 1966 році, а в 1967 році лайсанську качку було оголошено зникаючим видом, який перебуває під охороною федерального законодавства. Однак непередбачені події, такі як посуха Ель-Ніньо 1993 року та брак їжі, зменшили кількість качок приблизно до 100 особин. Згодом, з використанням радіопередавачів, накладених на ноги, було підраховано, що загалом лише 30 % каченят на острові Лайсан виживають. У 2004 році лайсанська популяція досягла 576 голів качок.
У 2004 і 2005 роках 42 крижні було переміщено до Національного заповідника дикої природи на острові Мідвей, оскільки створення другої популяції зменшує ризик вимирання внаслідок таких катастроф, як: стихійні лиха (такі як посуха, урагани та цунамі) або хвороби птахів або випадкова інтродукція немісцевих рослин і тварин; які можуть знищити загальне населення, зосереджене в одному вузькому просторі, тоді як катастрофа навряд чи вразить обидва місця одночасно. Мідвейська популяція збільшилася в чотири рази за три роки, але зазнала невдачі, коли понад 160 птахів було вбито під час спалаху пташиного ботулізму в серпні 2008 року. Відтоді спалах цієї хвороби відбувався щороку. Незважаючи на це, за десять років загальна чисельність мідвейської популяції зросла до 400 птахів.
Двадцять вісім птахів були переселені на атол Куре в 2014 році. Птахи пережили зиму і в травні 2015 року співробітники Департаменту земельних і природних ресурсів Гавайських островів нарахували 19 каченят.